# Yeison Mejía
Yeison Fernando Mejía Zelaya (ur. 18 stycznia 1998 w Irionie) – honduraski piłkarz występujący na pozycji skrzydłowego, reprezentant Hondurasu, od 2023 roku zawodnik Motagui.